# Roberto Morra di Lavriano e della Montà
Roberto Morra di Lavriano e della Montà (Torino, 24 dicembre 1830 – Roma, 20 marzo 1917) è stato un generale e politico italiano, particolarmente distintosi nel corso della prima, seconda e terza guerra d'indipendenza italiana. Fu deputato nella XII legislatura, XV legislatura e XVI legislatura, e senatore del Regno d'Italia nella XVII legislatura. Aiutante di campo del Re, fu ambasciatore in Russia. Viene ricordato anche per essere il padre di Umberto Morra di Lavriano, noto giornalista, antifascista e amico di Piero Gobetti.

## Biografia
Nacque a Torino il 24 dicembre 1830, figlio di Bonaventura, conte di Lavriano e della Montà, e della signora Posissena Asinari di San Marzano. Avviato da giovane alla carriera militare si arruolò nell'Armata Sarda il 17 ottobre 1844, iniziando a frequentare la Regia Accademia Militare di Torino da cui uscì il 28 marzo 1848 assegnato con il grado di sottotenente al Reggimento "Novara Cavalleria" nelle cui file partecipò alla prima fase della prima guerra d'indipendenza (1848).  Partecipò alla ripresa delle operazioni belliche contro l'Impero austriaco terminate con la disfatta di Novara, e il fu promosso tenente d'artiglieria il 24 marzo 1849.  Promosso capitano il 7 marzo 1858, prese parte alle operazioni belliche durante la seconda guerra d'indipendenza italiana, e fu poi promosso maggiore il 20 gennaio 1861. Tenente colonnello del Corpo di Stato maggiore dall'11 maggio 1865, l'anno successivo partecipò alle operazioni belliche durante la terza guerra d'indipendenza italiana.  Primo Aiutante di campo di S.A.R. il principe Amedeo di Savoia Duca d'Aosta, che comandava la Brigata "Granatieri di Lombardia" si distinse particolarmente durante la battaglia di Custoza. Durante gli attacchi austriaci contro le alture dominanti l'abitato di Custoza di Monte Torre e Monte Croce fu lui a tirare giù a viva forza dal cavallo il principe Amedeo e a costringerlo a farsi curare urgentemente la ferita all'addome. Per nulla appoggiate dalle altre forze della riserva italiana, i resti della brigata ripiegarono sotto la sua direzione, e per questo fatto venne decorato con una medaglia d'argento al valor militare sul campo di battaglia. Divenuto colonnello il 26 ottobre 1868, nell'autunno del 1869 presenziò all'inaugurazione del canale di Suez. Capo di stato maggiore del Corpo d'armata di Roma, e poi aiutante di campo del principe Umberto. Fu eletto per la prima volta deputato nel 1874, rappresentando nel corso della  XII legislatura il collegio di Carmagnola, e  fu poi rappresentante di Avigliana (Torino) per la XV e XVI.
Promosso maggior generale il 28 marzo 1877 assunse il comando della 18ª Brigata di fanteria, e poi divenne Aiutante di campo generale di S.M. di re Umberto I. Il 14 agosto 1883 fu elevato al rango di tenente generale, comandando in successione le Divisioni militari di Padova, Milano, Roma e il Corpo d'armata di Napoli. Alla fine del 1883 assunse il governo militare e civile della Sicilia, e venne decorato con la Medaglia d'argento per i benemeriti della salute pubblica per le operazioni di contrasto ad una epidemia di colera.
Il 27 ottobre 1890 fu nominato senatore della XVII legislatura. Il 12 dicembre 1893 fu inviato in Sicilia in qualità di comandante del Corpo d'armata di Palermo, e di Regio Commissario Straordinario con il compito di reprimere il movimento dei Fasci Siciliani.
Il 4 gennaio 1894 proclamò lo stato d'assedio in Sicilia, ed operò una repressione a tratti brutale e indiscriminata, con ampio ricorso ai tribunali militari, e che costò decine di morti.  Si distinse per la durezza con cui in breve tempo stroncò il movimento di protesta, in quanto lo stato d'assedio fu revocato nel mese di agosto.
Insignito della Croce di Grande ufficiale dell'Ordine militare di Savoia, nell'agosto dello stesso anno fu nominato comandante del VI Corpo d'armata di Bologna, e il 10 gennaio 1895 venne trasferito a quello dell'VIII Corpo d'armata di Firenze. Nel 1897 fu mandato come ambasciatore a San Pietroburgo, in Russia, rimanendovi per più di due anni. Posto in posizione ausiliaria il 1º novembre 1900, venne collocato definitivamente a riposo il 9 giugno 1904. Ricoprì ancora incarichi, perlopiù onorifici, all'interno del Senato. Membro della Commissione per l'esame del disegno di legge di conversione del Regio decreto 5 novembre 1911, n. 1247, per la sovranità d'Italia sulla Tripolitania e sulla Cirenaica (24 febbraio 1912), Membro della Commissione per l'esame del disegno di legge "Approvazione del Trattato di Losanna" (10 dicembre 1912), e Membro della Commissione per l'esame del disegno di legge "Conferimento al Governo del Re di poteri straordinari in caso di guerra" (21 maggio 1915). Allo scoppio della guerra contro l'Austria-Ungheria, non potendo rientrare in servizio per raggiunti limiti d'età, divenne Presidente del Comitato nazionale per il munizionamento, e fu inoltre membro del Comitato centrale di mobilitazione industriale e presidente della Commissione per la mano d'opera femminile.
Sposatosi con la contessa Maria Teresa Bettini, ebbe un unico figlio, Umberto che sarebbe diventato famoso come esponente dell'area intellettuale liberalsocialista.
Si spense a Roma il 20 marzo 1917, e la sua salma riposa nel cimitero di Villastellone, in provincia di Torino.

## Ascendenza
|                                                        |                                                            |                                                                      | Genitori                                                               |  |  | Nonni |  |  | Bisnonni |  |  | Trisnonni |  |
|                                                        |                                                            |                                                                      |                                                                        |  |  |       |  |  | …        |  |  | …         |  |
|                                                        |                                                            |                                                                      |                                                                        |  |  |       |  |  | …        |  |  | …         |  |
|                                                        |                                                            | …                                                                    |                                                                        |  |  |       |  |  | …        |  |  |           |  |
| …                                                      |                                                            |                                                                      |                                                                        |  |  |       |  |  | …        |  |  |           |  |
|                                                        |                                                            | …                                                                    | …                                                                      |  |  |       |  |  |          |  |  |           |  |
|                                                        |                                                            | …                                                                    | …                                                                      |  |  |       |  |  |          |  |  |           |  |
|                                                        |                                                            | …                                                                    | …                                                                      |  |  |       |  |  |          |  |  |           |  |
| Bonaventura Morra Della Monta                          |                                                            | …                                                                    |                                                                        |  |  |       |  |  |          |  |  |           |  |
|                                                        |                                                            | …                                                                    | …                                                                      |  |  |       |  |  |          |  |  |           |  |
|                                                        |                                                            | …                                                                    | …                                                                      |  |  |       |  |  |          |  |  |           |  |
|                                                        |                                                            | …                                                                    | …                                                                      |  |  |       |  |  |          |  |  |           |  |
| …                                                      |                                                            | …                                                                    |                                                                        |  |  |       |  |  |          |  |  |           |  |
|                                                        |                                                            | …                                                                    | …                                                                      |  |  |       |  |  |          |  |  |           |  |
|                                                        |                                                            | …                                                                    | …                                                                      |  |  |       |  |  |          |  |  |           |  |
|                                                        |                                                            | …                                                                    | …                                                                      |  |  |       |  |  |          |  |  |           |  |
| Roberto Morra di Lavriano e della Montà                |                                                            | …                                                                    |                                                                        |  |  |       |  |  |          |  |  |           |  |
|                                                        | Filippo Valentino Ignazio Asinari, marchese di San Marzano | Filippo Valentino Asinari, marchese di San Marzano                   |                                                                        |  |  |       |  |  |          |  |  |           |  |
|                                                        | Filippo Valentino Ignazio Asinari, marchese di San Marzano | Filippo Valentino Asinari, marchese di San Marzano                   |                                                                        |  |  |       |  |  |          |  |  |           |  |
|                                                        | Filippo Valentino Ignazio Asinari, marchese di San Marzano | Maria Luigia Ferrero-Fieschi dei principi di Masserano               |                                                                        |  |  |       |  |  |          |  |  |           |  |
| Filippo Antonio Asinari dei marchesi di San Marzano    | Filippo Valentino Ignazio Asinari, marchese di San Marzano |                                                                      |                                                                        |  |  |       |  |  |          |  |  |           |  |
|                                                        |                                                            | Orsola Gabriella Dal Pozzo della Cisterna                            | Giuseppe Amedeo Tommaso Dal Pozzo, marchese di Voghera                 |  |  |       |  |  |          |  |  |           |  |
|                                                        |                                                            | Orsola Gabriella Dal Pozzo della Cisterna                            | Giuseppe Amedeo Tommaso Dal Pozzo, marchese di Voghera                 |  |  |       |  |  |          |  |  |           |  |
|                                                        |                                                            | Orsola Gabriella Dal Pozzo della Cisterna                            | Anna Gabriella Enrichetta Caresana dei conti di Carisio                |  |  |       |  |  |          |  |  |           |  |
| Polissena Asinari dei marchesi di San Marzano          |                                                            | Orsola Gabriella Dal Pozzo della Cisterna                            |                                                                        |  |  |       |  |  |          |  |  |           |  |
|                                                        |                                                            | Vittorio Giuseppe Maria Della Chiesa, marchese di Cinzano e di Roddi | Gaspare Filippo Francesco Della Chiesa, marchese di Cinzano e di Roddi |  |  |       |  |  |          |  |  |           |  |
|                                                        |                                                            | Vittorio Giuseppe Maria Della Chiesa, marchese di Cinzano e di Roddi | Gaspare Filippo Francesco Della Chiesa, marchese di Cinzano e di Roddi |  |  |       |  |  |          |  |  |           |  |
|                                                        |                                                            | Vittorio Giuseppe Maria Della Chiesa, marchese di Cinzano e di Roddi | Teresa Seyssel, marchesa d'Aix                                         |  |  |       |  |  |          |  |  |           |  |
| Polissena Della Chiesa dei marchesi di Cinzano e Roddi |                                                            | Vittorio Giuseppe Maria Della Chiesa, marchese di Cinzano e di Roddi |                                                                        |  |  |       |  |  |          |  |  |           |  |
|                                                        |                                                            | Enrichetta Roero dei conti di Pralormo                               | …                                                                      |  |  |       |  |  |          |  |  |           |  |
|                                                        |                                                            | Enrichetta Roero dei conti di Pralormo                               | …                                                                      |  |  |       |  |  |          |  |  |           |  |
|                                                        |                                                            | Enrichetta Roero dei conti di Pralormo                               | …                                                                      |  |  |       |  |  |          |  |  |           |  |
|                                                        |                                                            | Enrichetta Roero dei conti di Pralormo                               |                                                                        |  |  |       |  |  |          |  |  |           |  |

## Pubblicazioni
- Giornale di viaggio in Egitto : inaugurazione del Canale di Suez, a cura di Alberto Siliotti e Alain Vidal-Naquet, Archeologia Dossier, Verona, 1995.

### Annotazioni
1. ↑  Tale unità, appartenente alla 3ª Divisione insieme alla Brigata "Granatieri di Sardegna", fu una della più impegnate quel giorno.

### Fonti
1. ↑  Annullamento.
2. 1 2 3 4 5 6 7 8 9  Archiviostoricofotografico.
3. 1 2 3 4 5 6 7 8 9  http://www.treccani.it/enciclopedia/morra-di-lavriano-e-della-monta-roberto_(Dizionario-Biografico)
4. ↑  Camera dei Deputati.
5. 1 2 3 4 5  Senato della Repubblica.
6. ↑   Atti parlamentari, Volume 1, 1894,  p. 8. URL consultato il 22 marzo 2021.
7. 1 2  Il portale del sud.
8. ↑  Sito web del Quirinale: dettaglio decorato.